# Max Oppenheimer
Max Oppenheimer (Viena,  1 de julho de 1885— Nova Iorque, 19 de maio de 1954), também chamado: Mopp, foi um pintor austríaco.

## Vida
Oppenheimer nasceu numa família judaica. De 1900 a 1903 foi aluno da Academia de Belas-Artes de Viena e de 1903 a 1906 da de Praga. Em 1906 associou-se ao grupo praguês OSMA, uma das primeiras uniões vanguardistas tchecas.
Em 1907 regressou a Viena, onde de 1908 a 1909 participou em exibições artísticas. Em Viena ouviu falar pela primeira vez de van Gogh, influência que o levou para o círculo dos expressionistas de Viena de Oskar Kokoschka, Egon Schiele e Albert Paris Gütersloh. De 1911 a 1915 trabalhou em Berlim, onde incorporou elementos cubistas às suas pinturas e colaborou na revista Die Aktion. Durante a sua estadia na Suíça (1915-25) interessou-se pela música (Musik und Malerei, 1919; Bildnisse von Musikern). Após passar por Berlim, voltou em 1931 a Viena, donde emigraria para os Estados Unidos em 1938, ano da Anschluss.

## Obra
Oppenheimer realizou retratos (entre outros de Thomas e Heinrich Mann, Arnold Schönberg, Tilla Durieux e Karl Marx), composições religiosas (Kreuzabnahme ou "Descenso da cruz") e representações da vida do seu tempo (desportos, medicina...). Em 1938 foi publicada a sua autobiografia Menschen findem ihren Maler 1938.

## Pinturas
- Egon Schiele (Museu de Viena, Inv. Nr. 102.953), 1910, óleo sobre tela.
- Bildnis Tilla Durieux (Viena, Leopold Museum, Inv. Nr. 443), 1912, óleo sobre tela, 95,5 x 78,9 cm
- Gustav Mahler dirigiert die Wiener Philharmoniker (Viena, Österreichische Galerie Belvedere, Inv. Nr. Lg 813), 1935-40, óleo sobre madeira, 302 x 155 cm

## Escritos
- Menschen finden ihren Maler. Text, Bilder und Graphiken. Zurique: Oprecht, 1938